# Honkasaari (ö i Finland, Norra Savolax, Nordöstra Savolax, lat 63,20, long 28,38)
Honkasaari är en ö i Finland. Den ligger i sjön Ala-Siikajärvi och i kommunen Kuopio (tidigare Juankoski) i den ekonomiska regionen  Nordöstra Savolax ekonomiska region  och landskapet Norra Savolax, i den centrala delen av landet, 400 km nordost om huvudstaden Helsingfors. Öns area är 1,6 hektar och dess största längd är 270 meter i nord-sydlig riktning.